# Melkboleet
De melkboleet (Suillus granulatus) is een schimmel behorend tot de familie Suillaceae. Hij gedijt goed in jonge dennenbossen op strooiselarme, droge zandgrond vaak in open terrein. 

## Kenmerken

### Uiterlijke kenmerken
Hoed
De hoed is bij een jonge boleet ongeveer halfbolvormig met een ingerolde rand, later wordt deze gewelfd tot half vlak. De hoed heeft een diameter van 3-9 cm. De kleur is roestbruin tot geel.
Buisjes
De buisjes zijn bleekgeel tot geelbruin van kleur. De kleine poriën zijn ook bleekgeel tot geelbruin met melkdruppels.
Steel
De steel is citroengeel. De steel is ongeveer even lang als de hoeddiameter en heeft een dikte van 8 tot 14 mm.
Sporenprint
De sporenprint is olijfbruin/okergeelbruin. 

### Microscopische kenmerken
De sporen zijn ellipsvormig en hebben de afmeting 10 × 4 µm.

## Verspreiding
De melkboleet komt algemeen voor in Europa, Groot-Brittannië en Noord-Amerika. Er zijn ook waarnemingen bekend uit Afrika, Australië, Azië (onder andere Rusland, Japan) en Zuid-Amerika. In Nederland komt de soort matig algemeen voor. Hij staat op de rode lijst.

## Giftigheid
De boleet is eetbaar, maar kan contacteczeem veroorzaken.

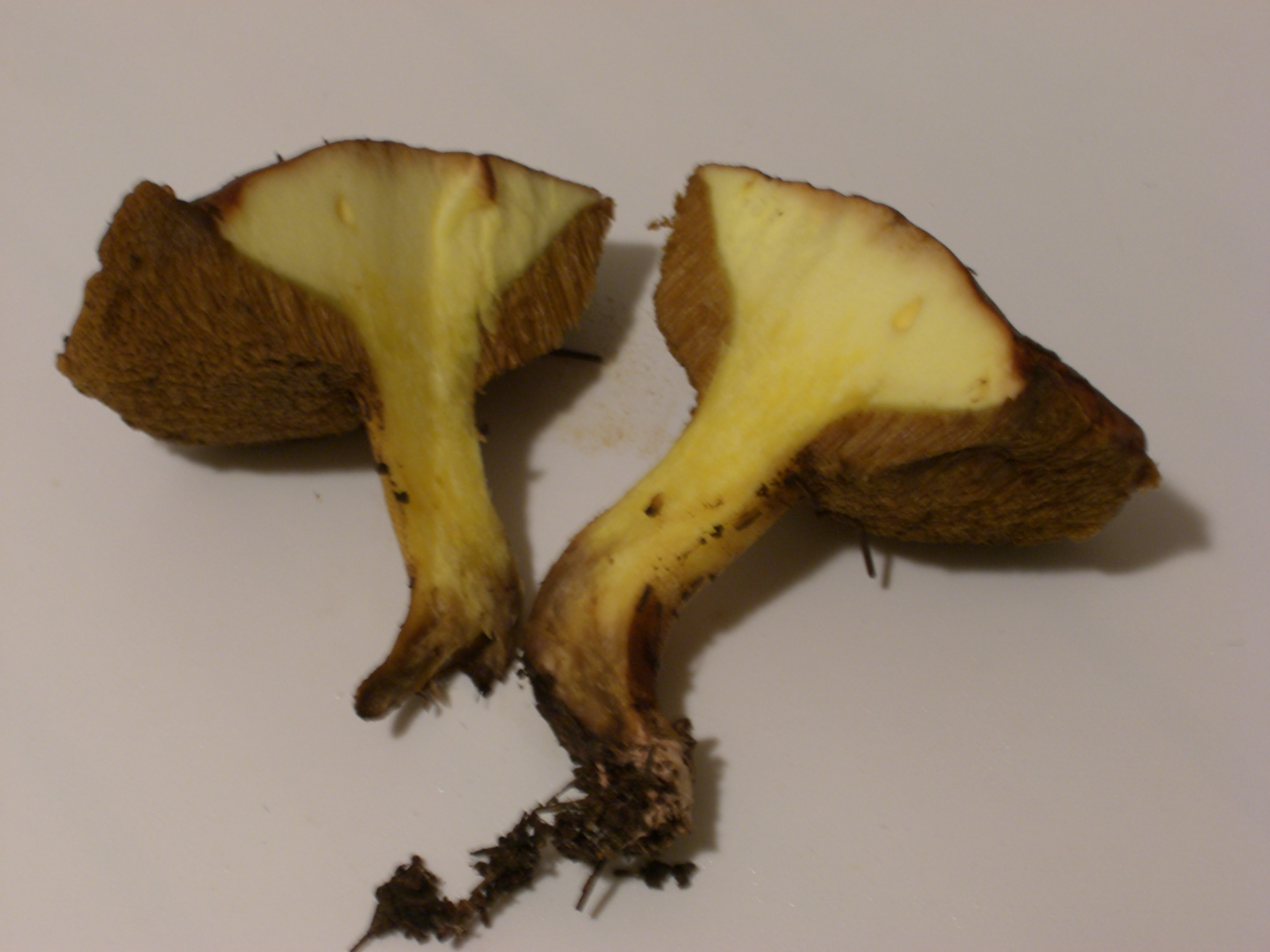
doorsnede
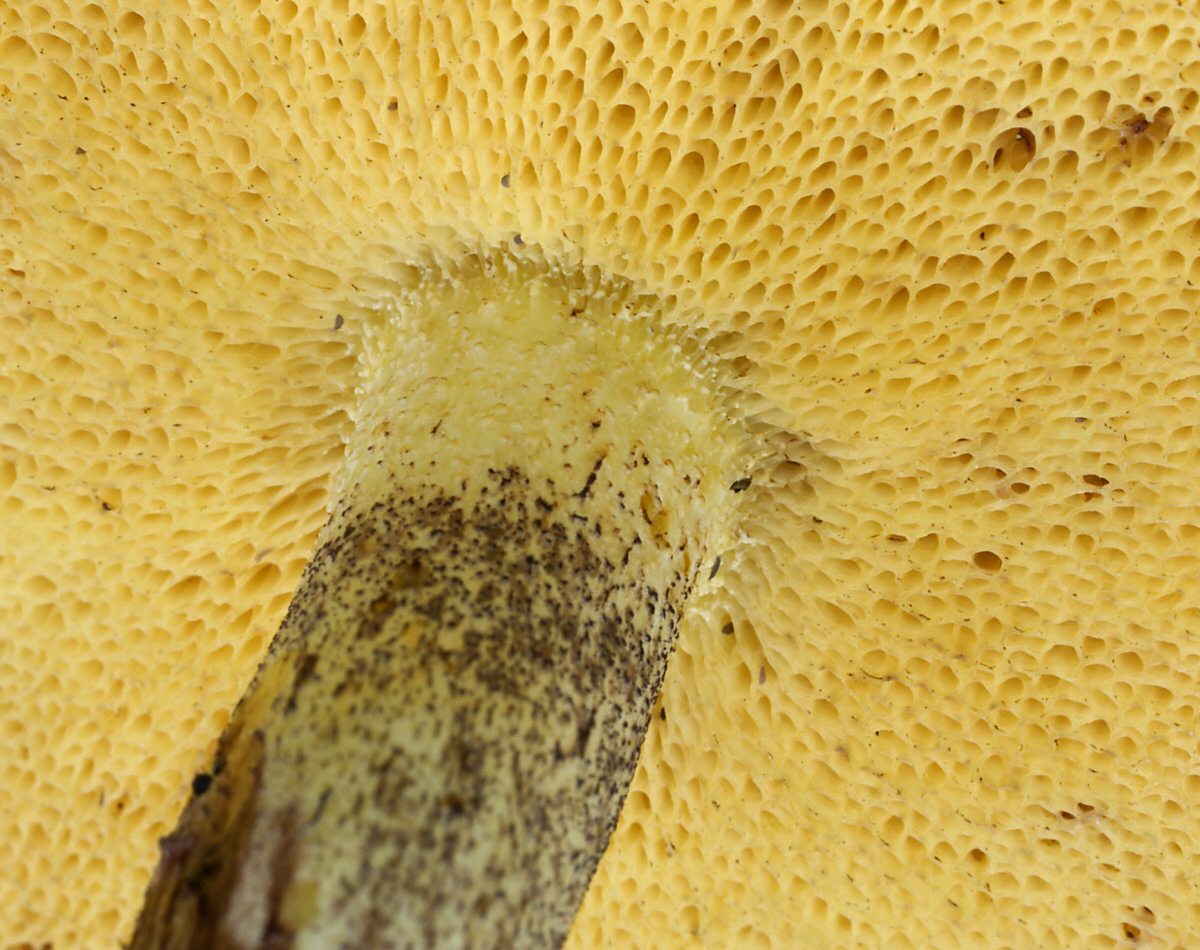
poriën
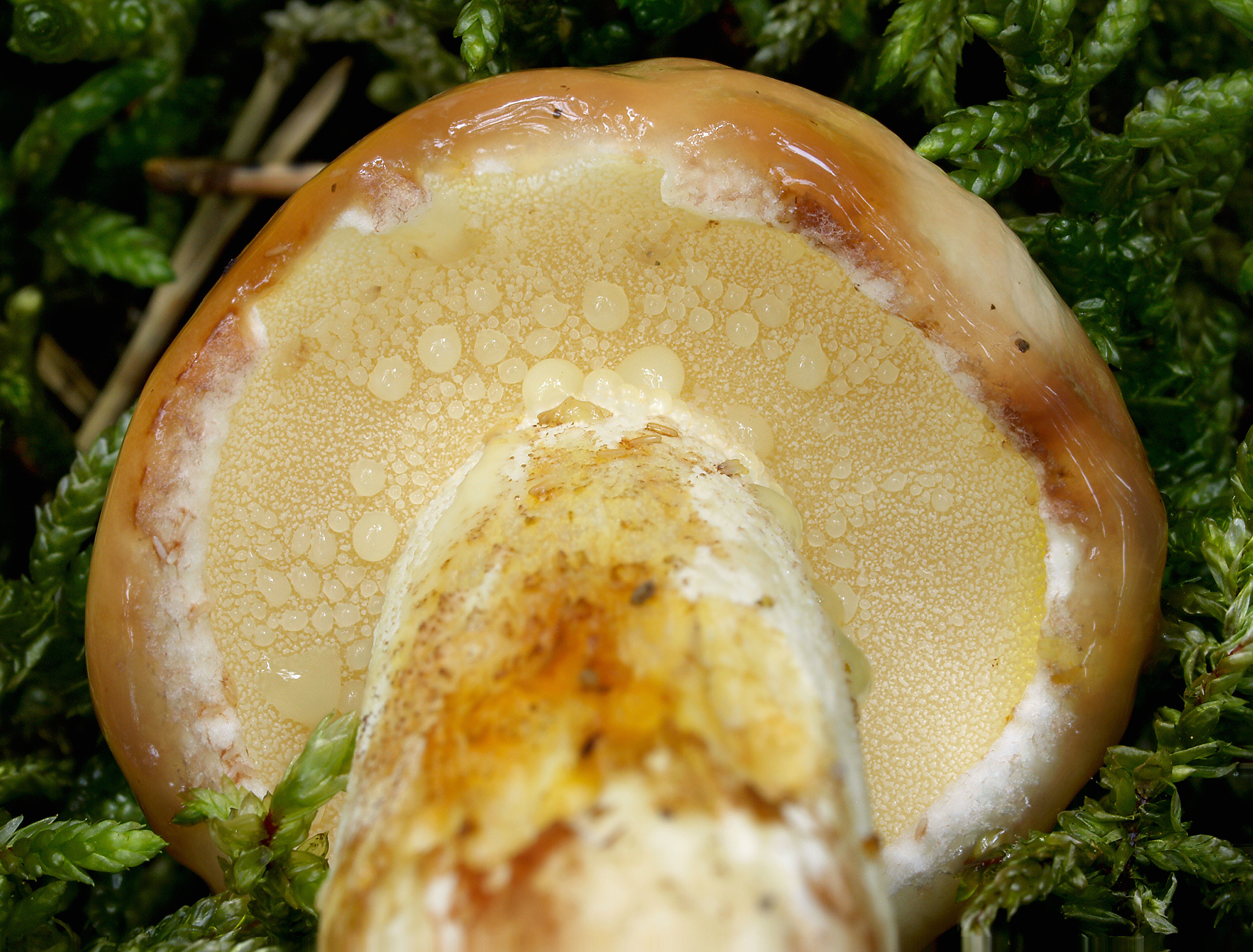
onderzijde met melkdruppels

## Gelijkende soorten
De melkboleet lijkt op de:
- Bruine ringboleet (S. luteus), maar onderscheidt zich door zijn ringloze steel. Net als de melkboleet is het een eetbare paddenstoel die vaak groeit in een symbiose met dennen.
- Valse melkboleet (S. collinitus), maar deze heeft roze vilt aan de basis van de steel.
- Koeienboleet (S. bovinus), maar deze heeft grove en onregelmatige, olijfgele poriën zonder druppels.